# Camponogara
Camponogara es una localidad italiana de la provincia de Venecia, región de Véneto, con 12.597 habitantes.

## Evolución demográfica
| Gráfica de evolución demográfica de Camponogara entre 1861 y 2001 |
|                                                                   |
| Fuente ISTAT - elaboración gráfica de Wikipedia                   |